# Transparência

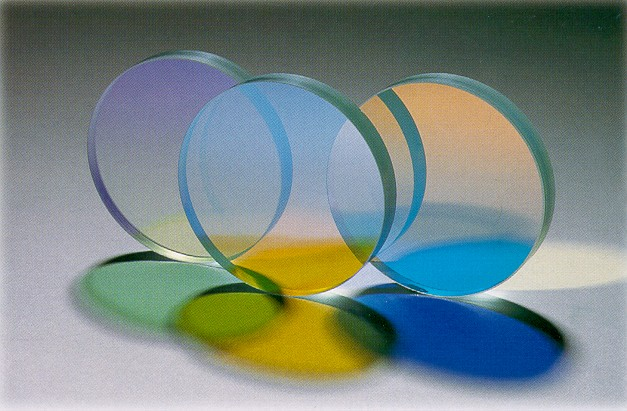
Espelhos dicroicos.

Num sistema óptico, transparência é a propriedade de ser transparente, isto é, que permite passar luz. A propriedade oposta é a opacidade. Embora no uso comum a transparência geralmente se refira à luz visível, pode realmente referir-se a qualquer tipo de radiação. Por exemplo, a carne é suficientemente transparente aos raios X, permitindo a impressão em películas fotográficas, enquanto o osso não o é, permitindo o uso de máquinas de raio X.
Exemplos de materiais transparentes à luz visível são ar e alguns outros gases, líquidos tais como a água, a maioria dos vidros, muitos cristais e plásticos como Perspex. Onde o grau de transparência varia de acordo com o comprimento de onda da luz, a imagem vista através do material é matizada. Isto pode, por exemplo, ser devido a determinadas moléculas de óxido metálico no vidro, ou a grandes partículas coloridas, como numa fumaça pouco espessa. Se muitas de tais partículas estiverem presentes o material pode tornar-se opaco, como numa fumaça densa.
Pode ver-se completamente através dos materiais transparentes à luz visível; isto é, eles permitem a visualização de imagens claras. Materiais translúcidos permitem que a luz passe através deles apenas difusamente, e então não permitem uma visão completa. Exemplos de materiais translúcidos incluem o vidro fosco, papel, minerais como o quartzo rosa e alguns tipos de âmbar.
Existem ainda as paredes de vidro transparentes que podem ser feitas opacas pela pressão de um botão.

## Substâncias e materiais incolores
Objetos ou substâncias transparentes, quando desprovidas de pigmentação ou coloração apresentam-se para o sentido humano da visão como incolores, ou desprovidas de cor. Assim, são ditos incolores diversos gases e líquidos, o ar, a água (a não ser em grandes quantidades, quando apresenta coloração azulada), o gelo puro, diversos vidros puros, muitos cristais, etc. Incolor não é uma cor.

## Como camuflagem
Muitos animais marinhos que flutuam perto da superfície são altamente transparentes, dando-lhes uma camuflagem quase perfeita. No entanto, a transparência é difícil para corpos feitos de materiais que possuem índices de refração diferentes da água do mar. Alguns animais marinhos, como as águas-vivas, têm corpos gelatinosos, compostos principalmente de água; sua espessa mesoglóia é acelular e altamente transparente. Isso os torna convenientemente flutuantes, mas também os torna grandes para sua massa muscular, então eles não podem nadar rápido, tornando esta forma de camuflagem uma troca cara com a mobilidade. Planctônica gelatinosa os animais são entre 50 e 90 por cento transparentes. Uma transparência de 50% é suficiente para tornar um animal invisível para um predador como o bacalhau a uma profundidade de 650 metros (2 130 pés); melhor transparência é necessária para invisibilidade em águas rasas, onde a luz é mais forte e os predadores podem ver melhor. Por exemplo, um bacalhau pode ver presas que são 98% transparentes com iluminação ideal em águas rasas. Portanto, transparência suficiente para camuflagem é mais facilmente alcançada em águas mais profundas. Pela mesma razão, a transparência no ar é ainda mais difícil de conseguir, mas um exemplo parcial é encontrado nas rãs de vidro da floresta tropical da América do Sul, que têm pele translúcida e membros esverdeados pálidos.